# Lophocolea arisancola
Lophocolea arisancola là một loài Rêu trong họ Lophocoleaceae. Loài này được Horik. mô tả khoa học đầu tiên năm 1934.